# Ctenitis subobscura
Ctenitis subobscura là một loài thực vật có mạch trong họ Dryopteridaceae. Loài này được (H. Christ) Holttum miêu tả khoa học đầu tiên năm 1984.